# Modelul atomic Rutherford

Modelul atomic Rutherford: electroni (verde) și nucleu (roșu).

Modelul atomic Rutherford, elaborat de Ernest Rutherford în 1911, este primul model planetar al atomului. Conform acestui model, atomul este format din nucleu, în care este concentrată sarcina pozitivă, și electroni care se rotesc în jurul nucleului pe orbite circulare, asemeni planetelor în Sistemul Solar.

## Elaborarea modelului
Modelul a fost dezvoltat în urma experimentelor realizate de către Hans Geiger și Ernest Marsden în anul 1909. Ei au studiat, sub îndrumarea lui Ernest Rutherford, împrăștierea particulelor α la trecerea printr-o foiță subțire din aur. Conform modelului atomic elaborat de Thomson, particulele trebuiau să fie deviate cu câteva grade la trecerea prin metal din cauza forțelor electrostatice. S-a constatat, însă, că unele dintre ele erau deviate cu unghiuri mai mari decât 90° sau chiar cu 180°. Acest fapt a fost explicat prin existența unei neuniformități a distribuției de sarcină electrică în interiorul atomului. Pe baza observațiilor efectuate, Rutherford a propus un nou model în care sarcina pozitivă era concentrată în centrul atomului, iar electronii orbitau în jurul acesteia. 

Noul model introducea noțiunea de nucleu, fără a-l numi astfel. Rutherford se referea, în lucrarea sa din 1911, la o concentrare a sarcinii electrice pozitive:
"Se consideră trecerea unei particule de mare viteză printr-un atom având o sarcină pozitivă centrală N e, compensată de sarcina a N electroni."
 El a estimat, din considerente energetice, că, pentru atomul de aur, aceasta ar avea o rază de cel mult 3.4 x 10-14 metri (valoarea actuală este egală cu aproximativ o cincime din aceasta). Mărimea razei atomului de aur era estimată la 10-10 metri, de aproape 3000 de ori mai mare decât cea a nucleului.
Rutherford a presupus că mărimea sarcinii pozitive ar fi proporțională cu masa atomică exprimată în unități atomice, având jumătate din valoarea acesteia. A obținut pentru aur o masă atomică de 196 (față de 197, valoarea actuală). El nu a făcut corelația cu numărul atomic Z, estimând valoarea sarcinii la 98 e, față de 79, unde e reprezintă sarcina electronului.
Modelul propus de Rutherford descrie nucleul, dar nu atribuie nici o structură orbitelor electronilor. Totuși, în lucrare este menționat modelul saturnian al lui Hantaro Nagaoka, în care electronii sunt aranjați pe inele.

## Deficiențe ale modelului
Principalul neajuns al modelului consta în faptul că acesta nu explica stabilitatea atomului. Fiind elaborat în concordanță cu teoriile clasice, presupunea că electronii aflați în mișcare circulară, deci accelerată, emit constant radiație electromagnetică pierzând energie. Prin urmare, în timp, electronii nu ar mai avea suficientă energie pentru a se menține pe orbită și ar "cădea" pe nucleu.
De asemenea, frecvența radiației emise ar fi trebuit să ia orice valoare, în funcție de frecvența electronilor din atom, fapt infirmat de studiile experimentale asupra seriilor spectrale.

## Importanță

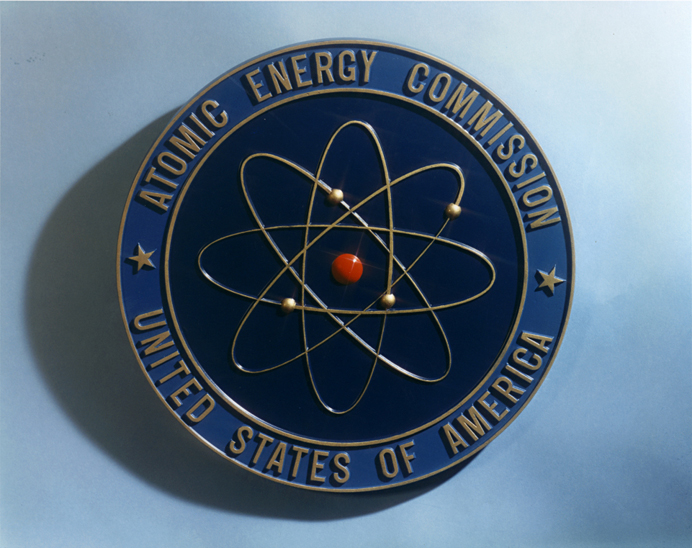
Siglă a Comisiei pentru Energie Atomică, SUA

Modelul lui Rutherford a introdus ideea unei structuri a atomului și a existenței unor particule componente, precum și posibilitatea separării acestora. Reprezentând punctul de plecare al modelului Bohr, a dus la separarea a două domenii, fizica nucleară, ce studiază nucleul, și fizica atomului, ce studiază structura electronică a atomului.
În ciuda deficiențelor, caracterul descriptiv al modelului a permis utilizarea ca simbol al atomului și energiei atomice.